# Studentradion i Sverige
Studentradion i Sverige (SRS) är en riksorganisation för Sveriges studentradiostationer. Studentradion i Sverige är med 2 000 medlemmar och 11 medlemsföreningar. Studentradion i Sveriges främsta syfte är att främja studentradioverksamhet i landet, genom att förbättra villkoren för att sända studentradio och utöka samarbetet emellan studentradiostationerna.
Studentradion i Sverige klassas av statliga Myndigheten för ungdoms- och civilsamhällesfrågor (MUCF) som en ungdomsorganisation då organisationen till 78 procent består av unga i åldrarna 6–25 år. Studentradion i Sverige är medlem i LSU – Sveriges Ungdomsorganisationer.
Organisationens nuvarande ordförande är Rasmus Säker.

## Medlemsföreningar
- DUR – Dalarnas studentradio, Falun
- K103 Göteborgs Studentradio, Göteborg
- Radio AF, Lund
- RadioLUR, Växjö
- Radio Shore, Kalmar
- Radiosvallet, Sundsvall
- SH Radio, Stockholm
- Stampus FM, Helsingborg
- Stockholm College Radio, Stockholm
- Studentradion 98,9, Uppsala
- Umeå studentradio 102,3, Umeå

## Studentradion i Sveriges historia
Studentradion i Sverige bildades 1993. Sedan dess har organisationens struktur och säte ändrats flera gånger. Från och med 2013 består styrelsen av ett representantstyre med presidium och ledamöter, och ett kansli med säte i Göteborg (sedan 2017). Kansliet jobbar på uppdrag av styrelsen och leds av Studentradion i Sveriges föreningsadministratör.

## Tidigare ordförande
- 1993- ? Peter Barkland, Radio Ryd
- 2005–2006 Andreas Ericson, Radio Campus
- 2007–2007 Daniel S Ogalde, Pite FM
- 2007–2008 Daniel Speljak, Studentradion 98,9
- 2008–2010 Emil Öberg, Studentradion 98,9
- 2010–2011 Niklas Michin Aristoy, Radio AF
- 2011–2012 Ingrid Broman, Studentradion 98,9
- 2012–2013 Johan Wallhammar, Studentradion 98,9
- 2013–2014 Aron Klingberg (tillförordnad), Radio AF
- 2013–2014 Niclas Persson, Radio Campus
- 2014–2015 Michaela Esseen, Stampus FM
- 2015–2016 Alexander Ljungqvist, Radio Shore
- 2016–2017 Alexander Ljungqvist, Radio Shore
- 2017–2018 Josefi Jönsson, Radio Shore
- 2018–2019 Olle Wikström, K103
- 2019–2020 Gustaf Aronsson
- 2020–2021 Sunna Gustafsson
- 2022–2023 Gustav Lygon, Stockholm College radio
- 2024 Cici Hong, SH-Radio
- 2025- Rasmus Säker, K103